# Raton
Raton är administrativ huvudort i Colfax County i New Mexico. Enligt 2020 års folkräkning hade Raton 6 041 invånare.

## Kända personer från Raton
- Paul Modrich, Nobelpriset i kemi 2015